# Église Santa Maria del Suffragio
L'église de Santa Maria del Suffragio est une église de Ravenne, surplombant la Piazza del Popolo centrale. 

## Histoire
Les travaux de construction de l'église ont commencé en 1701 à la demande de la Confrérie de la Sainte Vierge des Suffrages et se sont terminés en 1728. 
Le bâtiment de style baroque a un plan centré octogonal. La façade est en pierre d'Istrie. Le dôme, reposant sur un tambour octogonal, est couronné d'une lanterne. La construction a été confiée à l'architecte Francesco Fontana, fils du plus célèbre Carlo Fontana.

## Vues

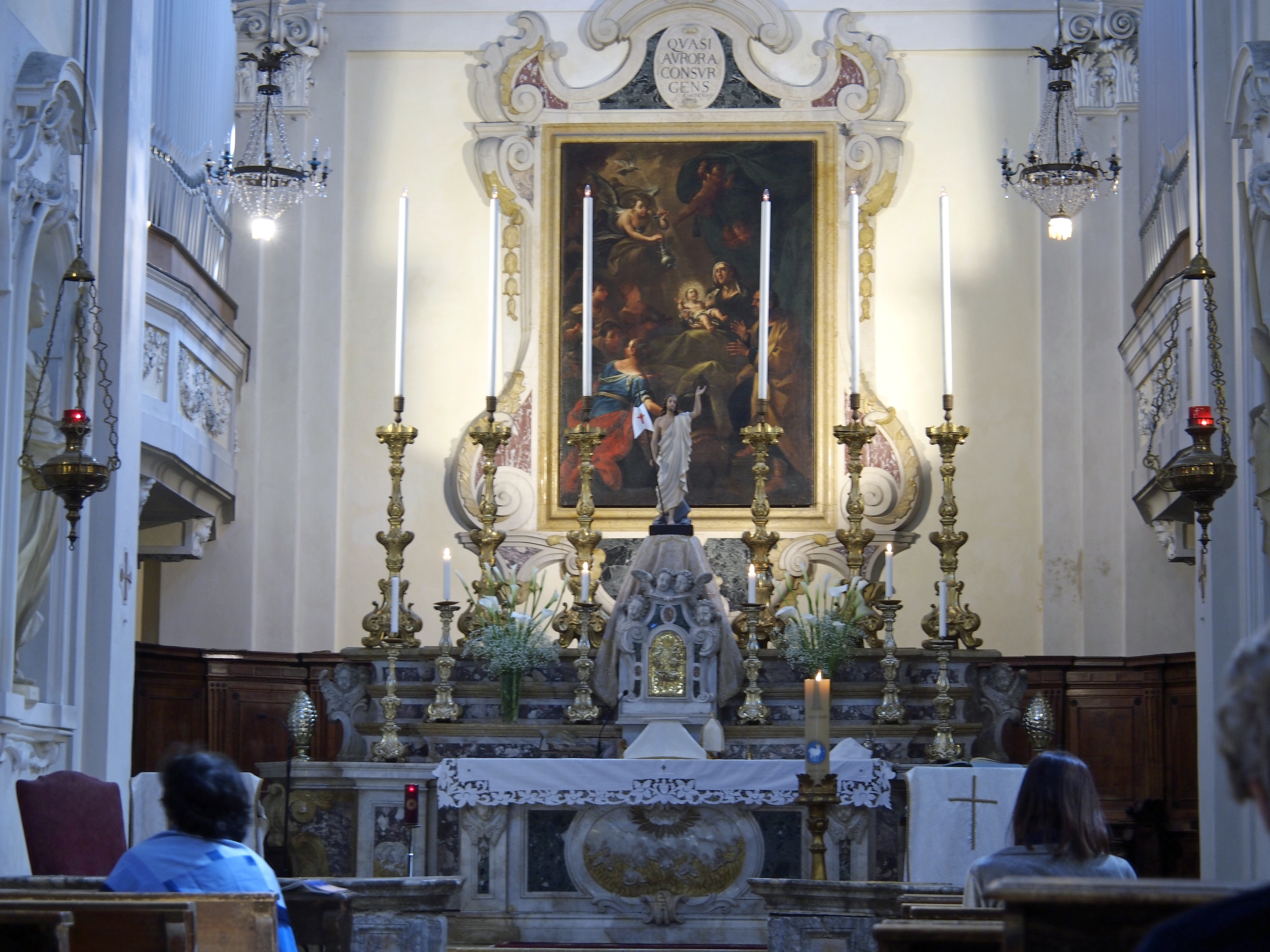
Le maître-autel
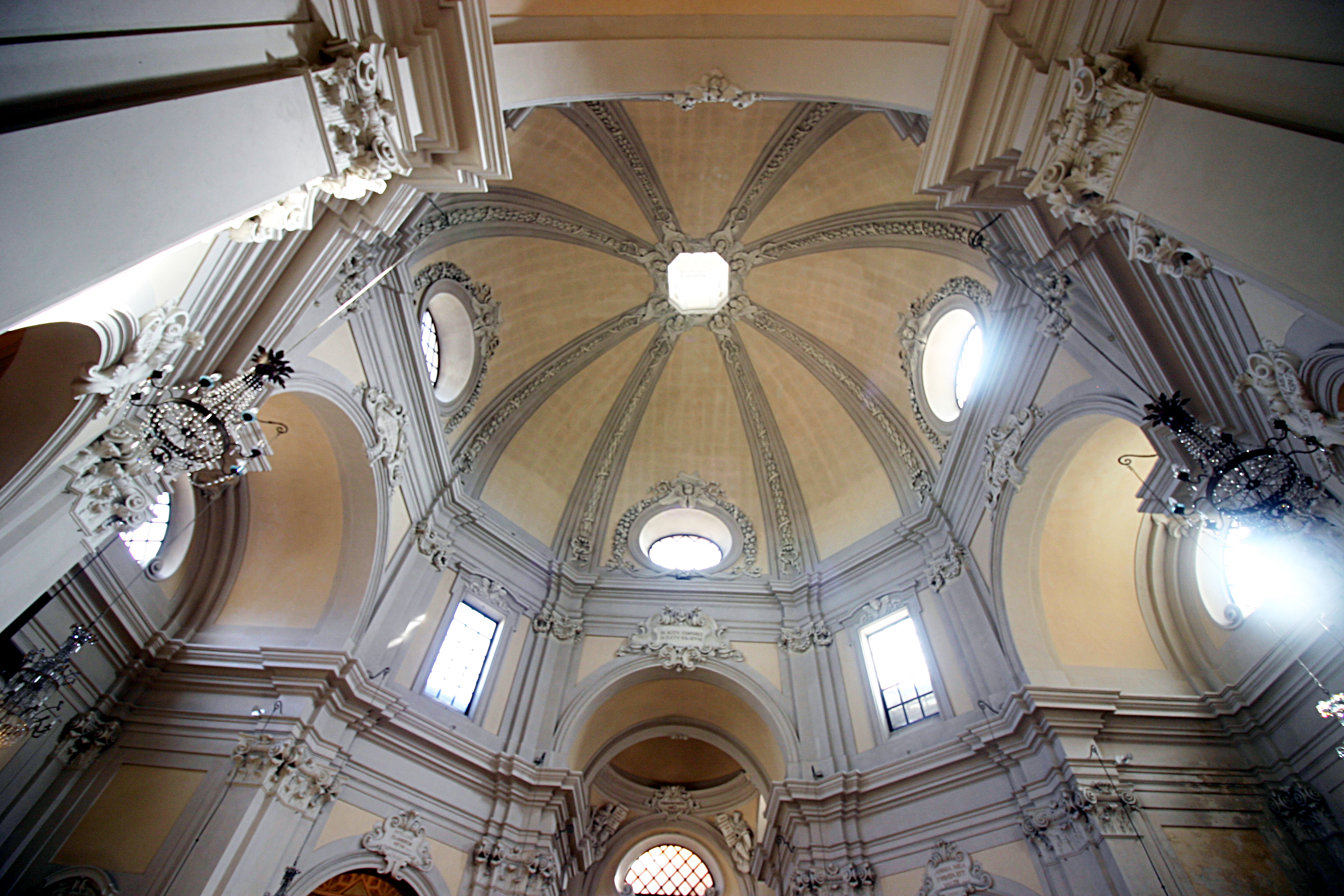
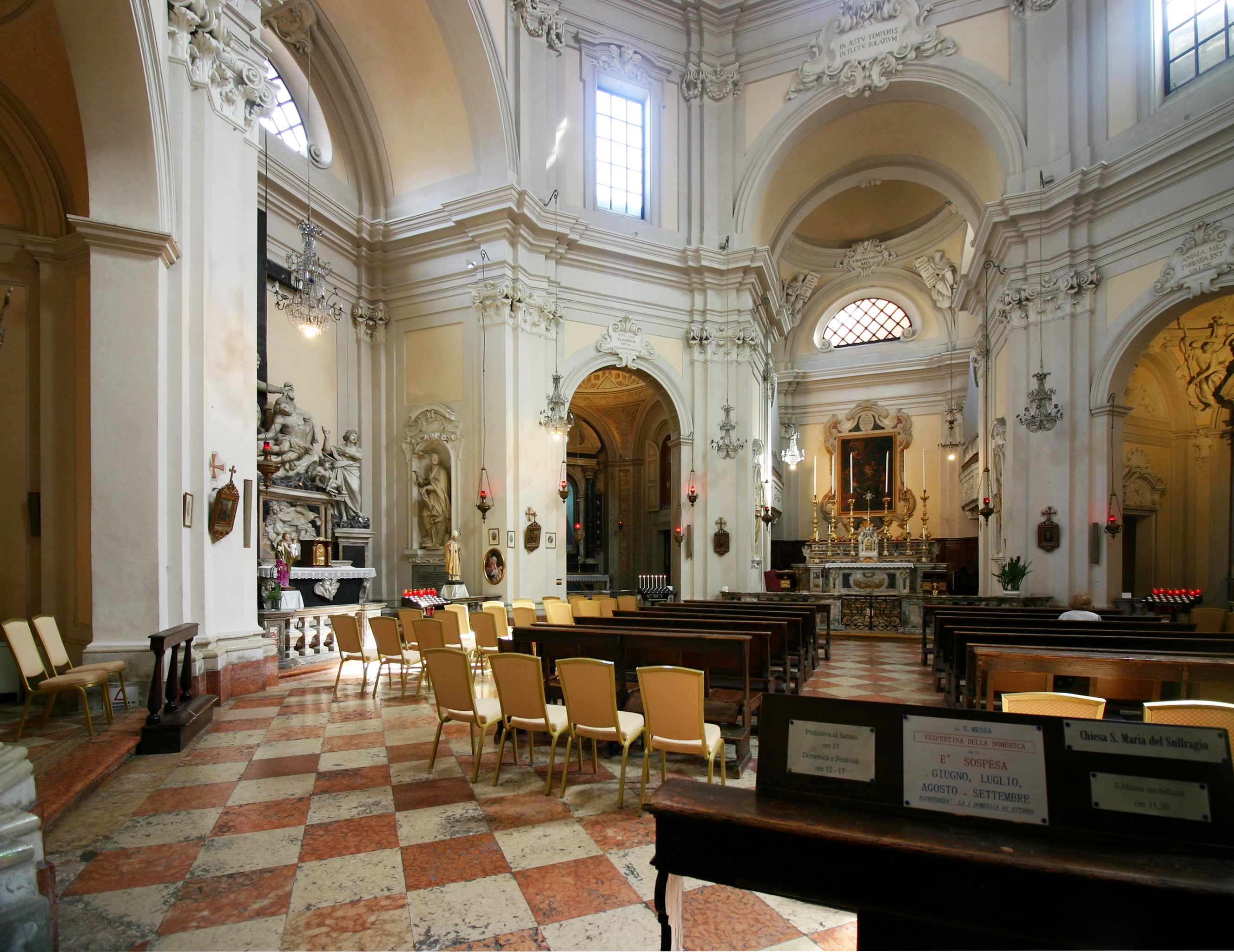
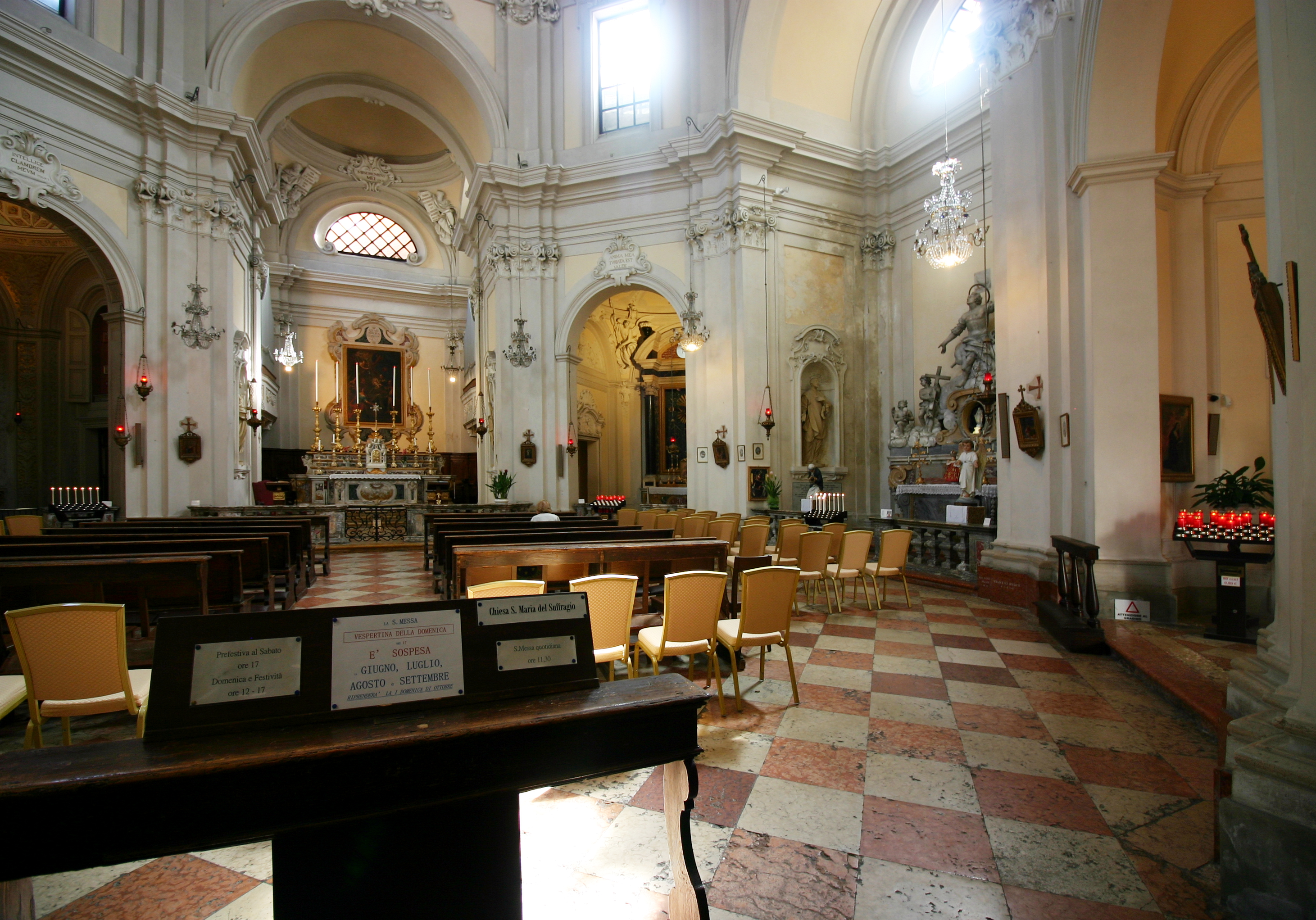
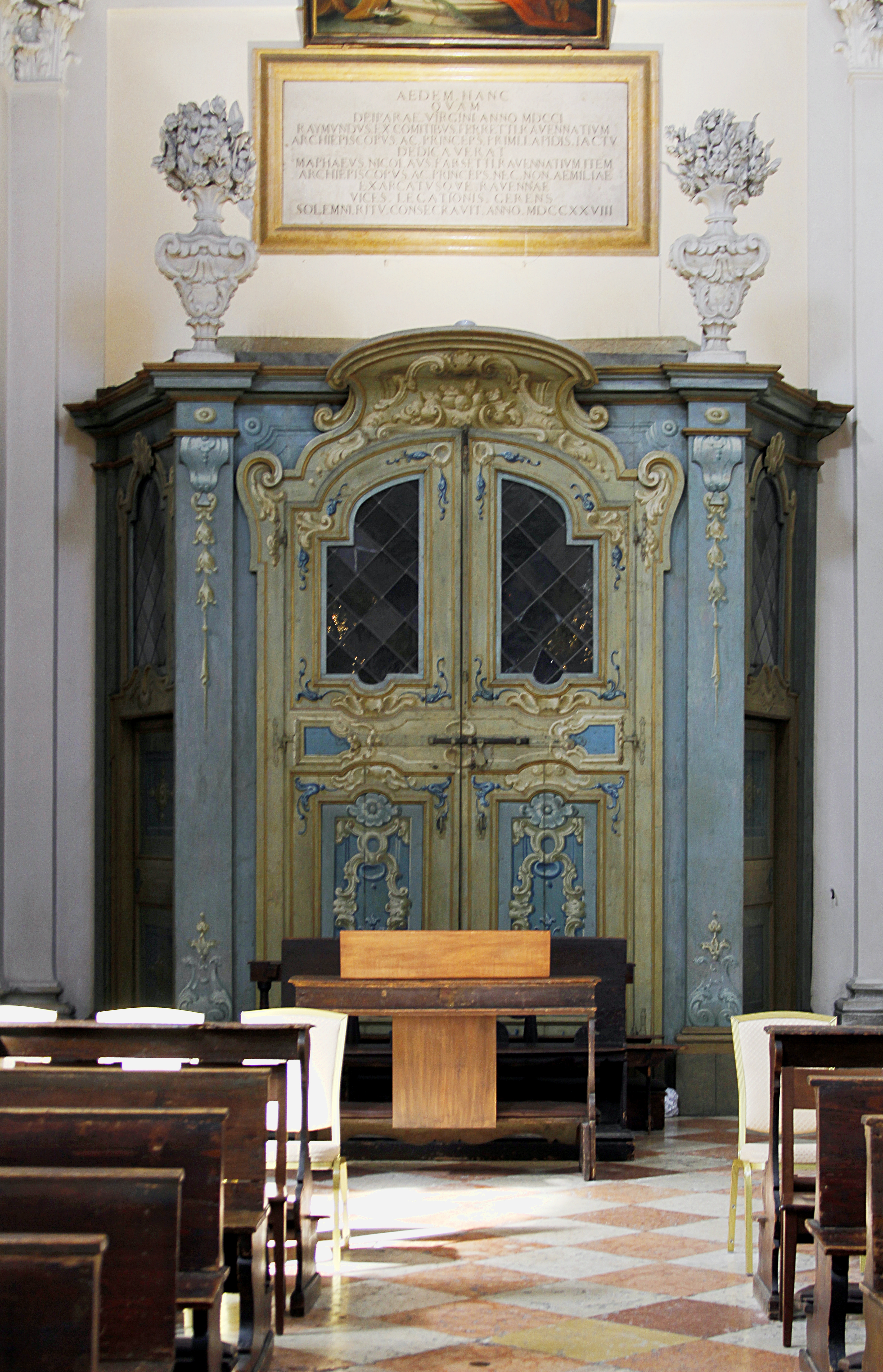
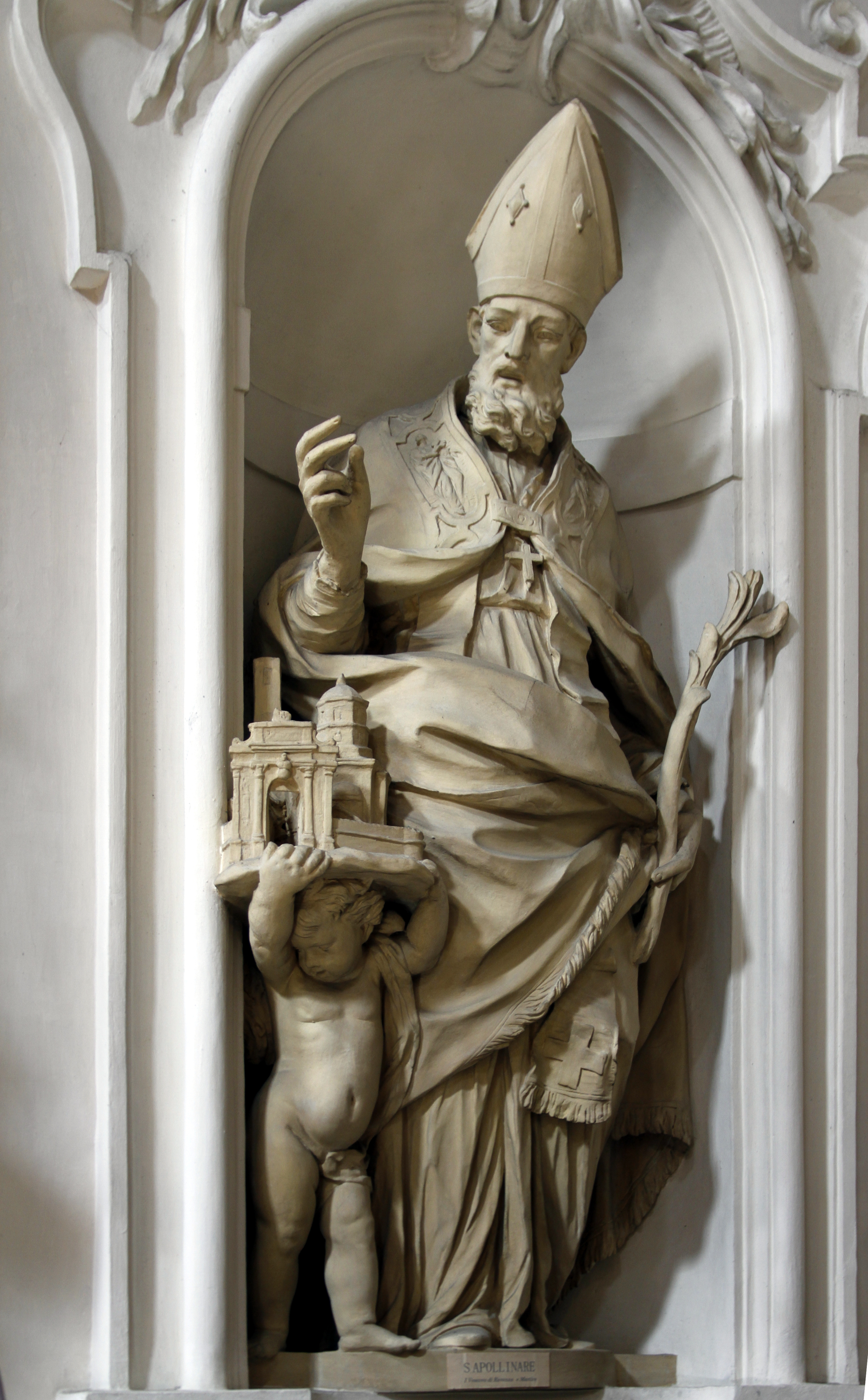

## Articles associés
- Archidiocèse de Ravenne-Cervia
- Architecture baroque